# یواس‌اس ون بیورن (۱۸۳۹)
یواس‌اس ون بیورن (۱۸۳۹) (به انگلیسی: USS Van Buren (1839)) یک کشتی بود که طول آن ۷۳ فوت ۴ اینچ (۲۲٫۳۵ متر) بود.